# Лорикари
Лорикари (Loricariidae) је фамилија јужноамеричких оклопљених сомова. Могу се узгајати и у акваријуму на температурама између 17° и 26° , а могу нарасти и до 15 cm дужине. 